# Caduca nasea
Caduca nasea är en fjärilsart som beskrevs av Swinhoe 1918. Caduca nasea ingår i släktet Caduca och familjen nattflyn. Inga underarter finns listade i Catalogue of Life.